# Love in a Fallen City
Pour plus de détails, voir Fiche technique et Distribution.
Love in a Fallen City (Qīngchéng zhī liàn) (en chinois: 傾城之戀) est un film hongkongais réalisé par Ann Hui, sorti en 1984.

## Synopsis
Cette histoire se passe en 1940 , proche de la Bataille de Hong Kong et Occupation japonaise de Hong Kong.

## Fiche technique
- Titre : Love in a Fallen City
- Titre original : Qīngchéng zhī liàn
- Réalisation : Ann Hui
- Scénario : Eileen Chang
- Société de production : Shaw Brothers
- Pays d'origine : Hong Kong
- Format : Couleurs - 1,85:1 - Mono - 35 mm
- Genre : Drame, romance
- Durée : 95 minutes
- Date de sortie : 1984

## Distribution
- Cora Miao : Pai Liu-so
- Chow Yun-fat : Fan Liu-yuan
- Chiao Chiao : quatrième belle-sœur
- Chin Tsi-ang
- Wai Yee Chin
- Chung King-fai : monsieur Hsu
- Helen Ma : madame Hsu
- Gam Chuen : frère de Pai Liu-so
- Geung Chung-ping : Pai Lao-san
- Man Huang : mère de Pai Liu-su
- Elaine Jin
- Lai Yin-san : septième sœur
- Lau Mun-ying
- Law Kar
- Lee Wai-pok
- Leung Ga-git
- Leung Ka-chi
- Lui Hung : serviteur de la famille Pai
- Wong Ho-yee
- Yau Pooi-ling
- Yih Sin-yee
- Yung Sai-kit